# Геноцид армян в культуре
Геноцид армян в культуре — отображение геноцида армян в сфере культуры.

## Фотографии и кинофильмы

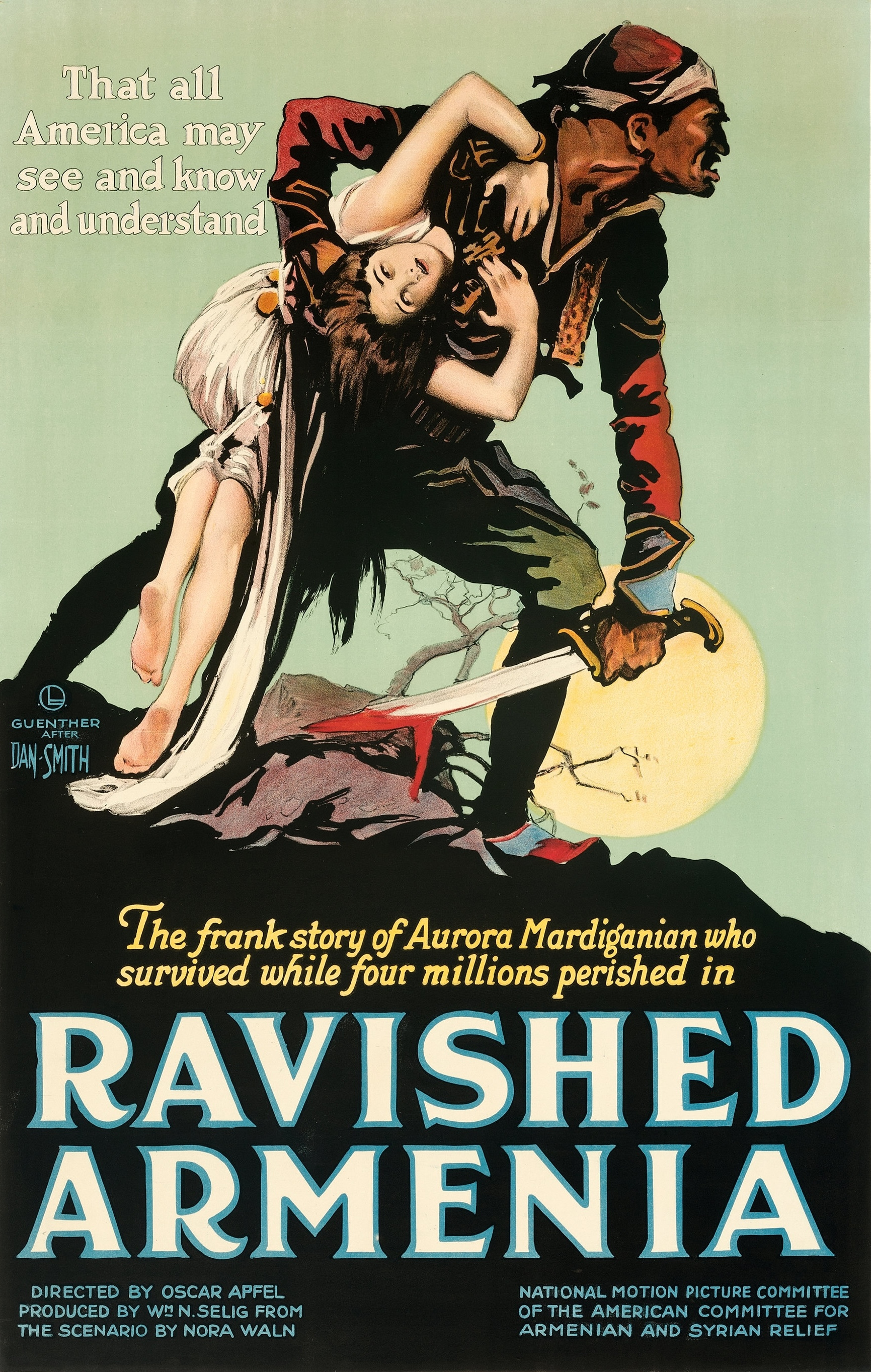
Афиша фильма «Ravished Armenia», 1919

Первым фильмом о геноциде армян является картина «Ravished Armenia» (1919), от которой сохранился лишь 15-минутный отрывок. Документальные фильмы о геноциде армян сталкиваются с проблемой нехватки документального фото и кино-материала. Цензура Османской империи запрещала фотографировать депортации и убийства армян, в зонах военных действий свобода журналистов была также ограничена. Несмотря на это некоторое число фотографий тайно сделанных христианскими миссионерами и немецкими специалистами достигли Запада. Наиболее известные фотографии сделаны Армином Вегнером из немецкого Красного креста и консулом США Лесли Девисом. Киносъёмка депортаций или убийств армян никогда не предъявлялась общественности. Первый документальный фильм о геноциде «Где мой народ?» (англ. Where Are My People?, продюсер Майкл Акопян) вышел в 1965 году к 50-й годовщине событий. Турецкая республика выразила протест и объявила Акопяна персона нон грата. В 1976 году были выпущены фильмы «Забытый геноцид» (англ. The Forgotten Genocide), получивший несколько наград на фестивалях и две премии Эмми, и «Армянский прецедент» (англ. The Armenian Case). Созданный в 1990 году по поручению калифорнийского совета по образованию фильм «Геноцид армян» используется в школьной программе десятого класса. На рубеже XX и XXI веков было создано несколько документальных фильмов, наиболее интересный из которых оказался «Скрытый холокост» (англ. The Hidden Holocaust). Фильм 2000 года «Голоса из Озера» (англ. Voices from the Lake) представил проблему геноцида через призму небольшого района Турции, где ситуация показывается глазами нескольких свидетелей. Фильм «Германия и тайны геноцида» (англ. Germany and the Secret Genocide, 2003 год) исследовал связь геноцида армян и работу железной дороги Берлин-Багдад.
Турецкая республика оказывает препятствия попыткам снимать фильмы о геноциде армян. Неоднократные попытки студии Metro-Goldwyn-Mayer снять фильм по международному бестселлеру Франца Верфеля «Сорок дней Муса-Дага» прерывались из-за давления Турции на Госдеп США. Некоторые сцены резни армян были показаны в фильме Элия Казана «Америка, Америка». Первый художественный фильм о геноциде «Матушка» был снят в 1991 году французским режиссёром Анри Верней. Затрагивают проблему геноцида также фильмы «Комитас» Дона Аскаряна (Германия) и «Нахапет» Генрика Маляна (СССР). Теме геноцида армян посвящён фильм Атома Эгояна «Арарат» (2002). Известные итальянские режиссёры Витторио и Паоло Тавиани сняли художественный фильм о геноциде по книге Антонии Арслан «Гнездо жаворонка» («La Masseria Delle Allodole»); фильм вышел на экраны в 2007 году.
В 2014 году турецкий режиссёр Фатих Акин на Венецианском кинофестивале впервые показал фильм «Шрам», посвящённый геноциду армян. Сообщается что «Шрам» стал первым фильмом этой темы, который был показан в Турции.В 2015 г. армянская киностудия Ман Пикчерс снял полнометражный игровой документальный фильм «Карта спасения», посвящённый 100-летней годовщине Геноцида армян. Фильм рассказывает о пяти европейских женщин-миссионерок, которые стали очевидицами геноцида армян и основательницами спасительных приютов для чудом спасшихся от смерти женщин и детей.  
В 2016 году состоялась премьера художественного фильма «Обещание» (США), основанный на событиях геноцида армян и последних лет существования Османской империи, режиссёра Терри Джорджа и с Оскаром Айзеком, Кристианом Бейлом и Шарлоттой Ле Бон в главных ролях.

## Музыка
Геноцид, как источник боли и исторического самосознания, выражался в армянском искусстве, в том числе и в музыке. Считающийся «отцом армянской музыки» композитор Комитас в числе других армянских интеллектуалов был депортирован, но выжил. Не вынеся ужасов депортации, Комитас потерял рассудок и с 1919 года до самой своей смерти находился в психиатрической больнице Парижа. Большинство музыковедческих работ Комитаса было утеряно.
Устная традиция рассказов о геноциде отражается в песнях, наиболее полно представленных в работе Вержине Свазлян «The Armenian Genocide in the Memoirs and Turkish Language Songs of Eye-Witness Survivors». Анализируя их, Свазлян отмечает, что песни созданы под непосредственным впечатлением исторических событий и отражают их, несмотря на турецкие слова песен, они армянского происхождения. Устная традиция, закрепленная в песнях, считается одним из доказательств геноцида.
В творчестве известной американской рок-группы System of a Down, состоящей из четырёх музыкантов-армян, часто затрагивается тема геноцида армян. Каждый год группа совершает концертный тур «Souls» («Души») для привлечения внимания к геноциду. В свой дебютный альбом группа включила песню о геноциде армян — «P.L.U.C.K.» («Политически лгущие нечестивые трусливые убийцы»). В тексте буклета диска написано: «SOAD посвящает эту песню памяти полутора миллионов жертв геноцида армян, проводимого турецким правительством с 1915 до середины 1920-х». Некоторые другие песни, в частности «X» (Toxicity) и «Holy Mountains» («Святые Горы», Hypnotize), также посвящены теме геноцида армян. Серж Танкян, вокалист группы, не обошёл геноцид армян и в своём сольном творчестве. В его второй альбом Imperfect Harmonies включена песня «Yes, It’s Genocide» на армянском языке.
Российская прог-рок/пост-метал группа Adaen в 2011 выпустила песню под названием 1915, посвящённой трагедии армяно-турецкого геноцида.
Американский композитор и певец Дэниел Деккер в сотрудничестве с армянским композитором Ара Геворгяном написали песню «Адана» в память жертв резни в городе Адана, армянское население которого подверглось геноциду одним из первых.
Ведущий религиозный журнал и веб-портал Европы «Cross Rhythms» написал о песне «Адана» следующее: «Очень редко горечь бесчисленных страданий выливается в такое изумительное произведение». Дэниел Деккер был официально приглашён армянским правительством для исполнения этой песни 24 апреля 2005 год] на концерте, состоявшемся в Ереване и посвящённом мероприятиям по случаю 90-й годовщины геноцида армян. В настоящее время «Адана» переведена и записана на 17 языках.
Рок-группа Louna выпустила песню «Незабудка» по мотивам событий 1915 года.

## Живопись
Ещё в конце XIX века армянский художник Вардгес Суренянц посвятил ряд своих картин («Попранная святыня», 1895; «После погрома»; 1899) кровавой резне армян в Западной Армении. Многие картины Аршиля Горки вдохновлялись его воспоминаниями о пережитых событиях. Знаменитая картина Горки «Портрет художника и его матери» — одна из основных тем в фильме «Арарат» Атома Эгояна.

Некоторые работы
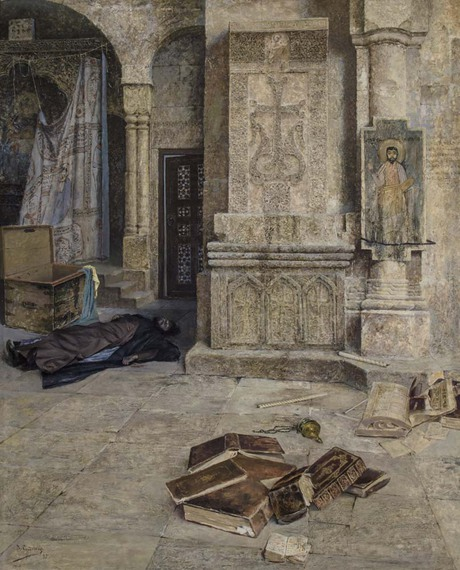
Вардгес Суренянц, «Попранная святыня», 1895 год.
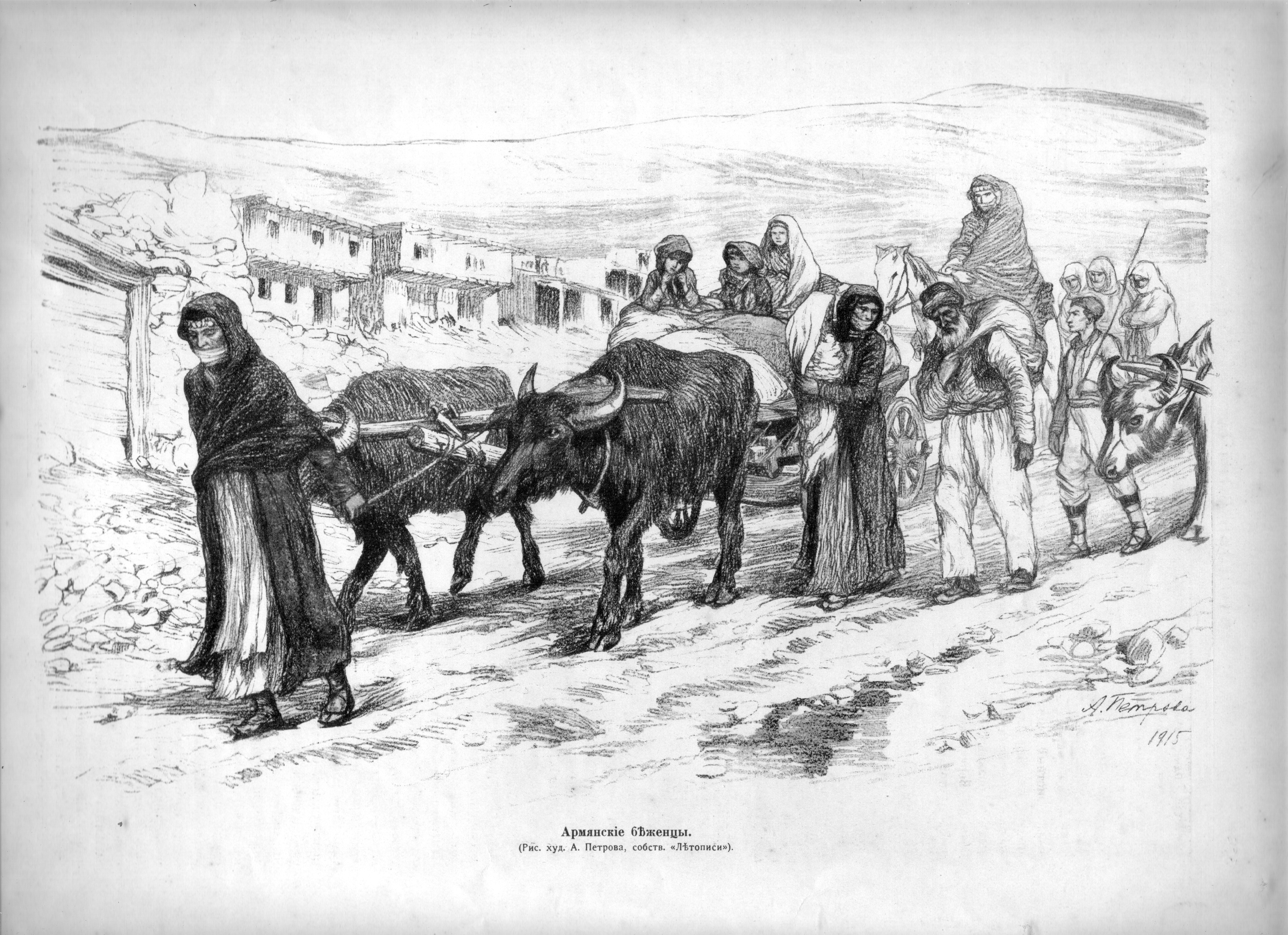
Армянские беженцы. Рисунок художника А. Петрова.

## Литература

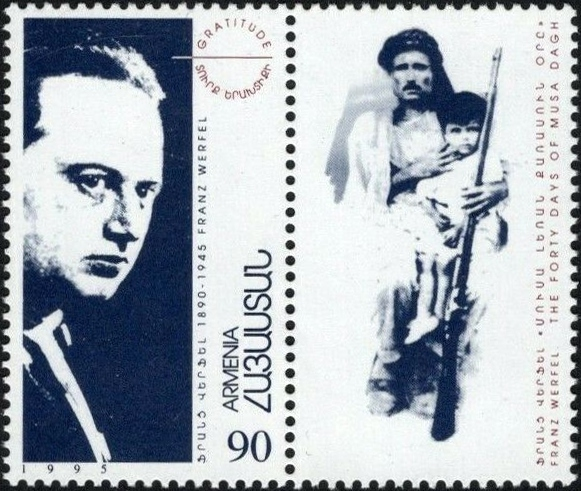
Верфель и герой его романа «Сорок дней Муса-Дага» на марке Армении 1995 года

## Памятники
Первый памятник, посвящённый массовым убийствам армян, был поставлен в виде часовни в 1950-х на территории армянского католикосата в городе Антелиас, Ливан. Памятник содержит коллекцию человеческих костей их братских могил армян в Сирийской пустыне. В 1965 году на территории католикосата в Эчмиадзине был сооружен памятник жертвам геноцида, состоящий из многочисленных хачкаров. Начиная с 1960-х годов, армянские диаспоры в разных странах начали ставить памятники, посвящённые геноциду, что вызывало протесты турецкого правительства. Большие памятники стоят в Монтебелло, Сидней, Сан-Паулу и Буэнос-Айресе, маленькие практически везде, где есть армянская община. В 1990 году памятная часовня была построена в сирийской пустыне Дер Зор — до настоящего времени она остаётся единственным памятником, стоящим на месте, связанном с геноцидом армян.

### Мемориальный комплекс «Цицернакаберд»

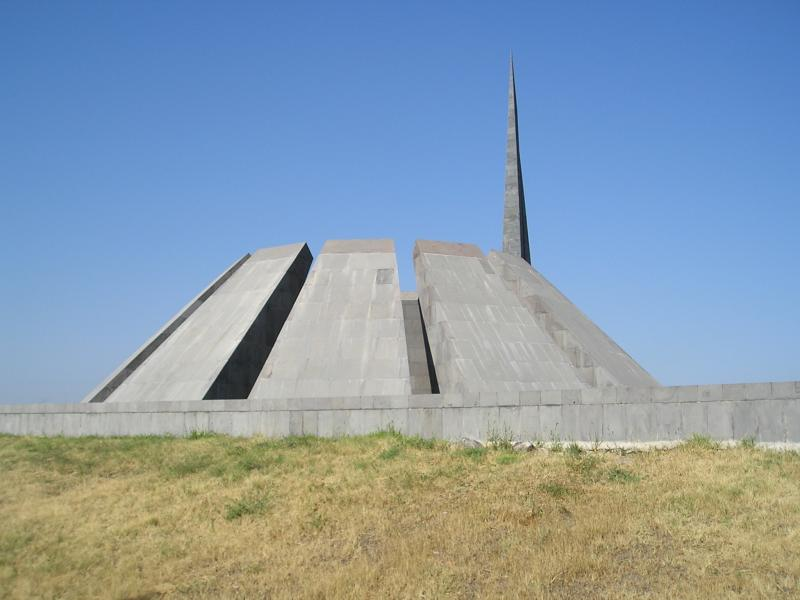
Мемориальный комплекс «Цицернакаберд»

В 1965 году, в 50-ю годовщину геноцида, в Советской Армении прошли массовые несанкционированные демонстрации, посвящённые геноциду. На волне демонстраций и официального признания геноцида в Советской Армении было принято решение построить мемориал памяти жертв. Через два года в Ереване на возвышающемся над ущельем реки Раздан холме Цицернакаберд («Ласточкина крепость») была завершена постройка мемориального комплекса (архитекторы Артур Тарханян и Сашур Калашян, скульптор Ованес Хачатрян). Памятник состоит из круглого Алтаря Памяти — двенадцати базальтовых стел, вкруг склонившихся над вечным огнём, и Обелиска Возрождения — узкого сорокаметрового обелиска, направленного в небо. Обелиск состоит из двух частей: меньшая символизирует диаспору, большая — Армению. Вдоль дороги на мемориал находится стометровая базальтовая стена, фокусирующая внимание посетителя на памятнике. Памятник лишен каких-либо декоративных деталей. До падения СССР памятник, исходя из политики по отношению к Турции, оставался без каких-либо надписей. В 1998 году на базальтовой стене были высечены названия основных городов и деревень, в которых происходила резня, заканчивая пустыней Дер Зор — заключительным местом высылки. Сегодня Цицернакаберд является местом паломничества для армян и воспринимается общественным мнением как универсальный памятник армянскому геноциду. Каждый год 24 апреля, в День памяти жертв геноцида армян, сотни тысяч людей поднимаются на холм к мемориальному комплексу и возлагают по одному цветку к вечному огню, вокруг которого к концу дня образуется стена в человеческий рост.
В 1995 году в другом конце парка был открыт музей геноцида (архитекторы Калашян и Мкртчян), посвящённый этим событиям. В музее представлено большое количество архивных документов, фотографий (в том числе сделанных Армином Вегнером), и другие экспонаты. Музей проводит научные конференции и переводит армянские и турецкие документы на другие языки для помощи в исследовании армянского геноцида. Недалеко от музея находится аллея, где иностранные государственные деятели сажают деревья в память о жертвах геноцида.

### Другие памятники
- Памятник геноциду армян в Соборе Сорока Мучеников, Алеппо, Сирия (1989).
- Хачкар «К столетию геноцида армян» в Сызрань, Самарская область (на территории речного порта, 2015).
- В Ростове-на-Дону на улице Ереванской, 1 установлена памятная доска и информационная табличка к ней:

Памятная доска
Информационная табличка